# Marina Golovine
Pour les articles homonymes, voir Golovine.
Marina Golovine, née le 13 juillet 1970 à Genève, est une actrice française.
Elle a joué dans la série télévisée Le Cri diffusé en 2006, et dans Boulevard du palais aux côtés de Jean-François Balmer et Anne Richard.

## Biographie
Son père Alexis Golovine est un pianiste russe, et sa mère Maya Simon, réalisatrice suisse qui est la fille de François et la petite-fille du célèbre acteur suisse Michel Simon.
À quinze ans, Benoît Jacquot la fait tourner dans Les Mendiants. À Paris, elle suit le cours Tania Balachova. Elle tient l'un des rôles principaux dans Les Marchands de sable de Pierre Salvadori (2000).
En 2014, elle a joué le rôle de Clara dans Où est tu maintenant ?, un téléfilm diffusé sur France 3.

## Filmographie
- 1982 : Polenta de Maya Simon
- 1987 : Si le soleil ne revenait pas de Claude Goretta
- 1988 : Les Mendiants
- 1990 : L'Amour de Philippe Faucon : Perrine
- 1990 : Les Cinq Dernières Minutes de Patrick Bureau, épisode : Hallali
- 1990 : Fleur Bleue (mini série TV) : Marianne
- 1992 : Maigret et les Plaisirs de la nuit (TV) de José Pinheiro : Lili
- 1992 : La Fille de l'air de Maroun Bagdadi
- 1992 : Olivier, Olivier : Nadine
- 1993 : Navarro (série policière), épisode le contrat : Martine Gendron
- 1994 : La Reine Margot de Patrice Chéreau : dame de compagnie
- 1994 : Le fils du cordonnier (TV), d'Hervé Basle, Finette
- 1995 : Daisy et Mona de Claude d'Anna : Daisy
- 1996 : Méfie-toi de l'eau qui dort, de Jacques Deschamps
- 1997 : Hantises de Michel Ferry
- 1997 : Entre terre et mer : Léa
- 1997 : Maigret et le Liberty bar : Sylvie[2]
- 1999 : Une mère en fuite (TV) : Florence
- 2000 : Les Marchands de sable, de Pierre Salvadori
- 2001 : Une femme d'honneur (série, épisode mort programmée), : Valérie Morel
- 2002 : Le Champ Dolent (mini-série TV) : Finette
- 2005 : Maigret et les 7 petites croix : Ginou
- 2006 : Le Cri (mini-série TV) : Graziella
- 2007 : Mort prématurée de José Pinheiro (TV)
- 2008 : Joséphine, ange gardien de Henri Helman (épisode Au feu la famille !) : Sophie Vercan
- 2014 : Le Monde de Fred, de Valérie Müller
- 2019 : Double vie de Bruno Deville (TV)
- 2019 : Le Premier oublié (TV)
- 2020 : Capitaine Marleau, épisode Deux vies de Josée Dayan (TV)
- 2021 : Mongeville, épisode Les Ficelles du métier (TV)

## Théâtre
- 1995 : Roberto Zucco de Bernard-Marie Koltès, mise en scène Jean-Louis Martinelli, Théâtre national de Strasbourg
- 1996 : Roberto Zucco de Bernard-Marie Koltès, mise en scène Jean-Louis Martinelli, Théâtre Nanterre-Amandiers